# Sardinidion blackwalli
Sardinidion blackwalli là một loài nhện trong họ Theridiidae.
Loài này thuộc chi Sardinidion. Sardinidion blackwalli được Octavius Pickard-Cambridge miêu tả năm 1871.